# Viscount Younger of Leckie

Wappen der Viscounts Younger of Leckie

Viscount Younger of Leckie, of Alloa in the County of Clackmannan, ist ein erblicher britischer Adelstitel in der Peerage of the United Kingdom.

## Verleihung
Der Titel wurde am 20. Februar 1923 dem schottischen Politiker Sir George Younger, 1. Baronet verliehen. Dieser war bereits am 12. Juli 1911 in the Baronetage of the United Kingdom zum Baronet, of Leckie in the County of Clackmannan, erhoben worden.
Sein Urenkel, der spätere 4. Viscount, wurde am 7. Juli 1992 auf Lebenszeit zum Baron Younger of Prestwick, of Ayr in the District of Kyle and Carrick, erhoben.
Heutiger Titelinhaber ist James Younger als 5. Viscount.

## Liste der Viscounts Younger of Leckie (1923)
- George Younger, 1. Viscount Younger of Leckie (1851–1929)
- James Younger, 2. Viscount Younger of Leckie (1880–1946)
- Edward Younger, 3. Viscount Younger of Leckie (1906–1997)
- George Younger, 4. Viscount Younger of Leckie (1931–2003)
- James Younger, 5. Viscount Younger of Leckie (* 1955)

Voraussichtlicher Titelerbe (Heir apparent) ist der Sohn des aktuellen Titelinhabers, Hon. Alexander Younger (* 1993).